# استحاله دگرشکلی
استحالهٔ دگرشکلی (به انگلیسی: Allotropic transformation) یا استحاله آلوتروپیک به تبدیل یکی از گونه‌های مختلف ساختار بلوری دگرشکل به گونه دیگر توسط یک استحاله درجه اول گفته می‌شود. استحاله دگرشکلی یک استحاله چندریختی در عناصر شیمیایی است.
استحاله دگرشکلی انواعی دارد که به بررسی آنها می‌پردازیم:

## ۱. تحولات فاز
بیشتر مواد موجود در جهان در سه حالت مختلف از جمله جامد، مایع و گاز وجود دارد. فاز پایدار یک ماده در حالت جامد به خصوصیات مختلف ترمودینامیکی از جمله حجم، فشار و دما بستگی دارد. اگر هر یک از این مقادیر ترمودینامیکی تغییر کند، انرژی آزاد گیبس سیستم نیز تغییر خواهد کرد. گفته می‌شود اگر این تغییر در انرژی آزاد باعث تغییر در ساختار ماده شود، تحول فاز اتفاق می‌افتد. چنین تحول فازی تنها در صورتی اتفاق می‌افتد که ساختار فاز جدید منجر به انرژی آزاد کمتر شود. فازی که دارای حداقل انرژی آزاد تحت مجموعه خاصی از شرایط ترمودینامیکی باشد، فاز تعادل خواهد بود.
تبدیل فاز در مواد را می‌توان به دو حالت عمده که تبدیل همگن و ناهمگن است، توصیف کرد. تحولات همگن در کل حجم ماده به‌طور همزمان اتفاق می‌افتد در حالی که تبدیلات ناهمگن در مناطق مختلف با گذشت زمان اتفاق می‌افتد. طبقه‌بندی بیشتر تبدیل فاز را می‌توان تحت این دو حالت اصلی انجام داد. تحولات ناهمگن شامل یک هسته و روند رشد است. این فرایند هم برای تبدیل مایع به جامد و هم برای برخی تبدیلات جامد به جامد اتفاق می‌افتد. دگرگونی‌های ناهمگن جامد به جامد را نیز می‌توان به دو دسته اصلی تقسیم کرد که شامل رشد فعال شده گرمایی و رشد گرمایی است. تبدیلاتی که از طریق حرارت فعال می‌شوند را تبدیل‌های نفوذی می‌نامند. این تحولات انتشار اکثر تغییرات فازی را که در حالت جامد اتفاق می‌افتد تشکیل می‌دهد و تقریباً می‌توان آنها را به پنج گروه مختلف تقسیم کرد: (الف) واکنش‌های بارشی، (ب) تحولات یوتکتوئید، (ج) واکنش نظم / بی نظمی، (د) عظیم تحولات و (ه) تحولات چند شکلی. درک پایداری فاز و تحولات فاز در علم مواد ضروری است زیرا همه خواص هر ماده به ترکیبات فاز آن بستگی دارد. با این حال، این بخش بر روی نیروهای محرک و نمونه‌هایی از تحولات چند شکلی تمرکز خواهد کرد.

### ۲. تحولات چند شکلی
بعضی از مواد بیش از یک نوع ساختار بلوری دارند که عمدتاً به دما و گاهی اوقات به فشار یا تغییر شکل شدید بستگی دارد. چنین تحولی در ساختار کریستالی بدون تغییر در ترکیب شیمیایی می‌تواند رخ دهد زیرا یک آرایش خاص از اتم‌ها در محدوده‌های دمایی خاص نسبت به دیگری پایدارتر است [۴]. گفته می‌شود موادی که این پدیده را به نمایش می‌گذارند ماهیتی چند شکلی دارند. چندشکلی عناصر خالص فلزی، آلوتروپیسم نامیده می‌شود و بیش از ۲۰ مورد از بیش از ۷۰ فلز شناخته شده، آلوتروپیسم دما دارند [۵]. روند مهم در بین این تحولات این است که، در بیشتر موارد، تغییرات از یک ساختار بسته‌بندی شده نزدیک (شش ضلعی یا fcc) در دماهای پایین به یک ساختار بازتر (bcc) در دماهای بالا انجام می‌شود. به عنوتن مثال Zn در دمای پایین آلوتروپ α-Zr است و دارای ساختار بلوری hcp در حالی که دمای بالا آلوتروپ β-Zr است و دارای ساختار کریستال bcc است. تحول در دمای ۸۶۳ درجه سانتیگراد اتفاق می‌افتد و از روند معمول تبدیل از یک ساختار بسته‌بندی شده نزدیک در دمای پایین به یک ساختار بازتر در دمای بالا پیروی می‌کند. با این وجود Fe از این قاعده مستثنی است و بنابراین در ادامه با جزئیات بیشتری شرح داده خواهد شد.

### نیروهای محرک برای تحولات آلوتروپیک
همانند هر تغییر فاز، نیروی محرکه برای ایجاد تحول آلوتروپیک کاهش انرژی آزاد گیبس سیستم است. برای اینکه دو ساختار مختلف جامد در دماهای مختلف پایدارتر باشند، انرژی آزاد گیبس از فاز پایدار باید در آن محدوده دما کمتر باشد؛ بنابراین، وجود آلوتروپیسم مستلزم آن است که منحنی‌های انرژی آزاد برای این دو ساختار تلاقی داشته باشند. این مفهوم را می‌توان از منحنی‌های انرژی آزاد شماتیک برای یک فاز جامد و مایع در شکل ۱ درک کرد. در زیر دمای نقطه تقاطع دو منحنی انرژی آزاد، یعنی نقطه ذوب در این حالت، فاز جامد پایدار است زیرا در آن محدوده دمایی انرژی آزاد کمتری دارد. با این حال، بالاتر از نقطه ذوب، مایع فاز پایدارتر است و بنابراین تحول در دمای بالاتر از آن نقطه اتفاق می‌افتد. در حالی که این طرح تغییر انرژی آزاد از حالت جامد به مایع را نشان می‌دهد، اما همین اصل در مورد استحاله آلوتروپیک اعمال می‌شود. برای اینکه یک تحول آلوتروپیک اتفاق بیفتد، باید تغییری ایجاد شود که در آن فاز دارای انرژی آزاد پایین‌تر از یک درجه حرارت خاص باشد. این بدان معناست که منحنی‌های انرژی آزاد در دو فاز باید با هم تلاقی کنند.

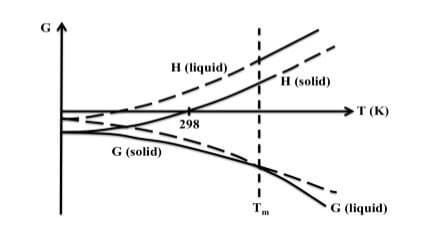
شکل۱:تغیر آنتالپی (H) و انرژی آزاد (G) با درجه حرارت برای فازهای جامد و مایع یک فلز خالص

به عنوان نمونه، فلز آهن را به‌طور جداگانه می‌آوریم:

### آلوتروپ‌های Fe
سیستم‌های بسیاری وجود دارد که تغییرات آلوتروپیک را نشان می‌دهند. اکثر آنها روند مشابهی دارند که در دمای پایین آلوتروپ بسته‌بندی شده نزدیک (hcp یا fcc) و در دمای بالا آلوتروپ ساختار بازتر (bcc) دارند. شاید مهم‌ترین آلوتروپ در صنعت، آهن باشد. آهن خالص هنگام در نظر گرفتن فشار اتمسفر دارای سه آلوتروپ متفاوت است. این شامل مراحل η، α و δ است. فاز α در زیر ۹۱۱ درجه سانتیگراد وجود دارد و دارای ساختار بلوری bcc است. پس از گرم شدن بیش از ۹۱۱ درجه سانتیگراد، به فرم fcc به نام η-Fe تغییر می‌کند. این تغییر شکل آلوتروپیک نقش بسزایی در عملیات حرارتی و پردازش اکثر فولادها دارد بنابراین مهم‌ترین تحول در این سیستم است. همان‌طور که η-Fe در دمای بالاتر از ۱۳۹۲ درجه سانتیگراد گرم می‌شود، دوباره یکبار دیگر به شبکه مشبک تغییر می‌کند. این آلوتروپ با دمای بالا به عنوان فاز δ شناخته می‌شود. سرانجام آهن در دمای ۱۵۳۶ درجه سانتیگراد ذوب می‌شود. این دگرگونی‌ها و دمای تحولات در چرخه گرمایش و خنک‌کننده شماتیک نشان داده شده در شکل ۲ نشان داده شده است.

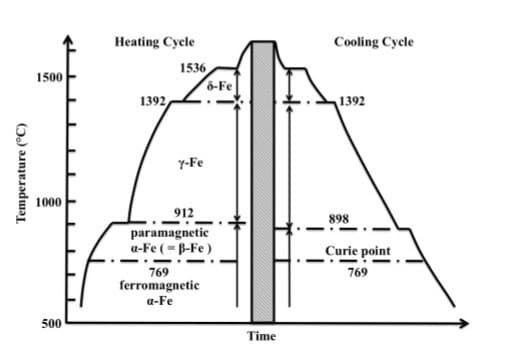
شکل۲:تبدیلات آلوتروپیک آهن در حین گرمایش و سرمایش

یکی از دلایل اهمیت صنعتی آن این است که فاز η-Fe در دمای بالا دارای حلالیت قابل توجهی بیشتری نسبت به فاز دمای پایین برای کربن است. این واقعیت در ساخت فولاد مورد استفاده قرار می‌گیرد و به منظور اشباع α-Fe و سپس انجام عملیات حرارتی اضافی برای متناسب سازی ریزساختار و خواص نهایی فولادها مورد استفاده قرار می‌گیرد. در تئوری، تغییرات آلوتروپیک در هر صورت باید در همان درجه حرارت هنگام گرم شدن و خنک سازی رخ دهد. با این حال، این امر لزوماً به دلیل ضرورت خنک کاری کم، نیست؛ بنابراین تغییرات در دمای پایین‌تر در هنگام خنک سازی نسبت به هنگام گرم شدن مناسب تر است، همان‌طور که در شکل ۲ برای تبدیل Fe -η به Fe-α پیشنهاد شده است. تفاوت بین دمای تبدیل آلوتروپیک هنگام گرم شدن و خنک سازی به عنوان پسماند دما شناخته می‌شود. با افزایش سرعت خنک سازی، پسماند دما نیز افزایش می‌یابد.
آهن یک مورد منحصر به فرد است زیرا، بر اساس روند معمول، فاز α-Fe با درجه حرارت پایین باید نزدیک بسته شود، به عنوان مثال، hcp یا fcc، و فاز η-Fe دمای بالاتر باید یک ساختار بازتر مانند bcc باشد. این روند اما در η، به δ-Fe دنبال می‌شود زیرا η-Fe fcc است و δ-Fe bcc است. انحراف از این تمایل در دماهای پایین با تغییر در خاصیت مغناطیسی آهن به جای بازآرایی اتمی همراه است. همان‌طور که در نمودار در شکل ۲ نشان داده شده است، تغییری در دمای ۷۶۹ درجه سانتیگراد هنگام گرم شدن و خنک سازی رخ می‌دهد. زیر این دما α-Fe فرومغناطیسی است در حالی که بالاتر از این دما پارامغناطیس است. به دمایی که این انتقال در خصوصیات مغناطیسی اتفاق می‌افتد، دمای کوری گفته می‌شود. در ابتدا تصور می‌شد که این آهن (آهن-مغناطیسی) آلوتروپ دیگری از آهن باشد و آن را Fe-β می‌نامند. با این حال، اکنون به عنوان یک انتقال مغناطیسی شناخته شده است تا یک ساختار؛ بنابراین، می‌توان با در نظر گرفتن تأثیر ترکیبی انرژی آزاد الکترونیکی و مغناطیسی بر روی انرژی آزاد کلی سیستم، دمای پایین آلوتروپ α-bcc را توضیح داد.